# 夏樹陽子
夏樹 陽子（なつき ようこ、 1952年10月24日 - ）は、日本の女優・ファッションモデル。
宝石ブランド「ルシオラ」のジュエリーデザイナーとしても活動する。
有限会社アップル・ツリー所属で、アイティ企画と業務提携している。東映俳優センターを離れた後はホリプロ・ブッキング・エージェンシーに所属していた。
三重県伊勢市出身。愛知県立犬山高等学校・杉野女子短期大学卒業。

## 来歴・人物
三重県で生まれる。母は小学校教師。会社員の父親の仕事の都合で小学校を三つ変わり、小学校6年生まで大阪にいて、6年生の3学期でまた三重県に引っ越して、中学校の3年生の2学期で愛知県犬山市へ引っ越す。愛知県立犬山高等学校を経て杉野女子短期大学被服科に入学。短大在学中にグラマラスな姿態をスカウトされ、ファッションモデルとなり、以降、3年半、トップモデルとして活躍した。かねてから念願だった女優転身を目指し、夏樹のCMを作っていた長谷川安弘から東映の宣伝部にいた福永邦昭に紹介され、「汚れ役でもいいから女優をやりたい！」「ドブに落とされても平気です。そんなのモデルの世界の泥臭さに比べれば！」などと訴えたため、福永が天尾完次東映プロデューサーを紹介し、その場で"夏樹静子"にあやかり、"夏樹陽子"と芸名を付けた。女優デビューが年齢的に遅かったことから、トップモデルのイメージを壊してそこから這い上がれなければ女優として大成しないと判断され、「夏樹を汚せ！」と指示が出た。『新・女囚さそり 701号』にカメラテスト風に出演。
1977年に映画『空手バカ一代』のヒロイン役で本格的に女優デビュー。モデルで「きれいな服をいつも着ていられる日常」から、「普通の人のように歩いて」と指導されるなどその違いに最初戸惑っていたが、ゴミの山に自分が捨てられるシーンを演じきったことで「女優としてやっていける」と自信がついた。エキゾチックな美貌を買われ、1977年4月、東映入社。この後、映画やテレビドラマに出演していくが、モデルの歩き方のくせを抜くのに2年ぐらいかかっている。 
映画『新・女囚さそり 特殊房X』（東映）で、梶芽衣子、多岐川裕美に続く"三代目さそり"を演じ、翌1978年の『カラテ大戦争』（松竹）では初めて他社で主演したが、邦画総体の地盤沈下と大作一本立て興行等の影響を受け、東映プログラムピクチャーの後退もあり、映画出演は減った。東映退社は1980年2月。
東映の多角経営で、ホテルやゴルフ場のオープニングイベント等で、カラオケで歌わされていたこともあり、1979年秋に、アルバム『よこはま情炎ものがたり』を出した。以降も時折、レコードを出し、ディナーショー等も行う。
特技はピアノ、エレクトーン、花柳流日舞、観世流能楽、大倉流小鼓、クレー射撃、ドライブ（国際C級ライセンス所持）など。所有車歴はポルシェ・フェラーリが有る。
三國連太郎とは30年近いつきあいで、三國に勧められて病院で大腸の検査を受けたところポリープが発見され、切除手術を受けた。検査の結果そのポリープが癌だったと判明し、早期発見で一命をとりとめた。そのため三國のことを「命の恩人」だと思っているという。
絵本の読み聞かせで、小学校やケアホームを訪問している。
2017年6月28日、日本クレー射撃協会の総会で、夏樹が初の女性理事に選ばれた。

## 出演

### 映画
- 空手バカ一代 （1977年、東映） - 麗子（デビュー作）
- トラック野郎・度胸一番星（1977年、東映） - 江波マヤ
- 新・女囚さそり 特殊房X（1977年、東映） - 松島ナミ
- カラテ大戦争（1978年、松竹）
- 多羅尾伴内（1978年、東映）
- 赤穂城断絶 （1978年、東映） - お仙
- 皮ジャン反抗族 （1978年、東映）
- 白昼の死角（1979年、東映）
- 紳士同盟（1986、東映） - 綾小路雪絵
- Nile ナイル（1999年、東映） - 国際通信社社員
- 親分はイエス様（2001年、グルーヴコーポレーション） - 玉城玉江
- IZO（2004年、チームオクヤマ） - 女教師
- 五日市物語（2011年、あきる野市）
- インターミッション（2013年、オブスキュラ・東北新社） - ヨウコ
- あいときぼうのまち（2013年） - 西山愛子 [11]
- 函館珈琲（2016年） - 萩原時子 [12]

### Vシネマ
- XX(ダブルエックス) シリーズ（1995年 - 1997年、東映ビデオ） - 主演・水木恭子 
  - XX 美しき標的（1995年）
  - AnotherXX 赤い殺人者（1996年）
  - AnotherXX 黒い追跡者（1997年）
- 仁義11 北陸極道狩り（1997年）
- 借金<シャッキング>シリーズ（1997年 - 2002年、日活） - 森下怜子
- 瑠璃子女王の華麗なる日々（1998年、東映ビデオ）
- 平成金融道 裁き人（1999年、ムービーブラザーズ） - 主演・立花亜希子
- 平成金融道 マルヒの女（2000年、ムービーブラザーズ） - 主演・立花亜希子
- 極悪 人間魚雷ブルース（2001年） - お母さん
- 実録・安藤組外伝 地獄道（2001年） - 路上占い師
- 悪名2（2002年）
- 実録・史上最大の抗争 義絶状（2002年8月） - 三代目山王会会長竜造寺誠道夫人 竜造寺雅代
- 実録・史上最大の抗争 義絶状2（2002年10月） - 三代目山王会姐 竜造寺雅代
- すてごろ 梶原三兄弟激動昭和史（2003年） - 大山倍達の妻
- 鬼哭 KIKOKU（2003年） - サチエ(伊達一家武藤組組長武藤の妻)
- 難波金融伝ミナミの帝王 27 仮面の女　水野社長 (内山理恵)
- 鬼魄 二代目山口登（2006年）
- 新宿暴力街 華火（2007年） - 仙道組組長仙道武彦の妻
- 新宿暴力街 烈華（2008年） - 仙道組組長仙道武彦の妻

### 舞台
- 新・となりの芝生
- 伽羅の香
- リア王
- 更紗夫人
- ゆずり葉の井戸
- 回転木馬
- 傷だらけの人生
- 最後の恋
- 殿さま弥次喜多
- 椿姫
- 青い月のバラード（2010年）
- マウストラップ（2013年）

### テレビドラマ
- ジャッカー電撃隊 第5話「3スナップ!! 裏切りのバラード」（1977年、テレビ朝日・東映） - 小山純子
- 華麗なる刑事 第26話「弟よ」（1977年、フジテレビ・東宝）
- 森村誠一シリーズ「腐蝕の構造」（1977年） - 三杉さゆり
- 土曜ワイド劇場（テレビ朝日）
  - 「浴室の美女」（1978年） - 玉村妙子
  - 「エマニエルの美女 江戸川乱歩の「化人幻戯」」（1980年） - 大河原由美子 役
  - 「妖しいメロディの美女（江戸川乱歩『仮面の恐怖王』より）」（1986年） - 小早川涼子
  - 「はみだし弁護士・巽志郎4」（1999年） - 笹本明子
  - 混浴露天風呂連続殺人  　(2000年)　- 古城真佐代 　
  - 「温泉若おかみの殺人推理19」（2008年） - 結城玲子
  - 「瀬戸内しまなみ殺人海流」（2008年2月）
  - 「救急救命士・牧田さおり8」（2011年8月27日） - 磯貝明子
  - 「京都南署鑑識ファイル8」（2014年6月14日） - 上條美那子
  - 「西村京太郎トラベルミステリー66」（2016年7月2日） - 絵高陽子
  - 「終着駅の牛尾刑事VS事件記者・冴子「森村誠一のラストファミリー」」（2017年1月7日） - 藤崎こう
- 白い巨塔（1978年、フジテレビ） - 加奈子
- 江戸の鷹 御用部屋犯科帖 第20話「戦慄! 夜霧の女」（1978年、テレビ朝日）
- 吉宗評判記 暴れん坊将軍（1978年 - 1982年、テレビ朝日） - 御庭番・おその
- 刑事鉄平（1979年、関西テレビ）
- 手錠をかけろ!（1979年、フジテレビ）
- 長七郎天下ご免! 第20話「恋も蕾の仇討ち」（1980年3月20日、テレビ朝日） -駒太夫
- ザ・ハングマンシリーズ（朝日放送）
  - ザ・ハングマン（1981年）第14話～ - タミー（桑野多美子）
  - ザ・ハングマンII（1982年） -  タミー（桑野多美子）
  - ザ・ハングマンV（1986年）第9話 -  タミー（桑野多美子）
- 大江戸捜査網 第3シリーズ（1982 - 1984年、テレビ東京） - 隠密同心・風車のお菊（菊丸）
  - 第522話「女の決闘! くの一美女変化」（1983年） - お菊の双子の妹・吹雪
- 幻之介世直し帖 第15話「くノ一地獄変」（1982年、日本テレビ）
- ザ・サスペンス「殺人刑事が愛した女」（1982年、TBS）
- 花祭（1982年、フジテレビ）
- Gメン'82 第17話「サヨナラGメン'82」（1983年、TBS）
- 木曜ゴールデンドラマ「目撃者ご一報ください」（1983年、よみうりテレビ） - 野村萄子
- 月曜ドラマランド「ゲゲゲの鬼太郎」（1985年、フジテレビ）- 妖怪ぬらりひょん
- 家政婦は見た!4（1986年、テレビ朝日）
- パパ合格ママは失格（1986年、日本テレビ） - 川島由紀
- 銀河テレビ小説「殿様ごっこ」（1988年、NHK総合）
- 大河ドラマ「春日局」（1989年、NHK総合）
- 月曜・女のサスペンス（テレビ東京）
  - 夏樹静子トラベルサスペンス「青函特急から消えた男 仙台・青森・札幌 女ふたり連続殺人行」（1988年） - 主演・静香
  - 文豪シリーズ「刺青」（1988年） - 主演
  - 「妖女狂演」（1989年）
  - 「闇の演出」（1992年） - 主演・晶子
- あばれ八州御用旅 第1～3シリーズ（1990年、テレビ東京・ユニオン映画） - 小百合
- 暴れん坊将軍III 500回記念SP「将軍琉球へ渡る 天下分け目の決闘」（1990年、テレビ朝日） - おその
- 月曜ドラマスペシャル（TBS）
  - 「十津川警部シリーズ2 西鹿児島駅殺人事件」（1993年） - 大山純子
  - 「万引きGメン・二階堂雪3 虚栄心」（1999年） - 宗像律子
- ドラマシティ'93「さまよえる脳髄」（1993年、日本テレビ）
- 風の刑事・東京発! 第7話「南紀白浜行き! 女優の犯罪」（1995年、テレビ朝日）
- 金曜エンタテイメント（フジテレビ）
  - 「恐妻家探偵の事件帳」（2000年） - 水原玲子
  - 「おだまりコンビシリーズ2 芸能界殺しのシナリオ」（2000年2月） - 香田志保
- 連続テレビ小説（NHK総合）
  - ほんまもん（2001年） - 如月萌子
  - マッサン（2014年） - 田中佳代
- ヤメ検弁護士・英剛直 佐渡が島殺人航路（2002年、テレビ東京） - 佐伯優子
- ママはバレリーナ（2005年、TBS） - 星影ひかる 役
- 銀座高級クラブママ青山みゆき（2006年、テレビ東京）- 木田蓉子
- 結婚詐欺師（2007年、WOWOW） - 宮脇千草
- 渡る世間は鬼ばかり 第9シリーズ（2008年 - 2009年、TBS） - 大井（羽山）直子
- 恋のから騒ぎ 〜Love StoriesⅤ〜「葬儀屋の女」（2008年10月10日、日本テレビ）
- 島の先生（2013年5月25日 - 6月29日、NHK総合） - 夏村香代
- 金曜プレミアム「潔癖クンの殺人ファイル2 芸能界“ザ・スキャンダル”」（2015年、フジテレビ） - 本荘さつき
- 大恋愛〜僕を忘れる君と（2018年10月12日 - 12月14日、TBS） - 井原千賀子 [13]
- アガサ・クリステイ「予告殺人」（2019年4月14日、テレビ朝日）
- G線上のあなたと私（2019年10月15日 - 12月17日、TBS） - 北河由実子
- 恋する母たち（2020年10月23日 - 12月18日、TBS） - 石渡綾子 [14]
- 緊急取調室（2021年、テレビ朝日）
- 山女日記3（2021年、NHK BSプレミアム）

### バラエティ・情報番組
- 欽ちゃんのどこまでやるの!?（1980年6月、テレビ朝日）
- 水曜スペシャル「女探検隊シリーズ」（1985年、テレビ朝日） - 隊長
- 志村けんのだいじょうぶだぁ（フジテレビ）
- いい旅・夢気分（テレビ東京）
- 午後は○○おもいッきりテレビ（日本テレビ）
- ペケポン（フジテレビ）
- ダウンタウンDX（読売テレビ）
- 愛のエプロン (テレビ朝日)
- 爆報! THE フライデー（TBS）
- 朝だ!生です旅サラダ（朝日放送）
- おぎやはぎの愛車遍歴 NO CAR, NO LIFE!（2013年6月29日、BS日テレ）
- 人生が変わる1分間の深イイ話（2013年11月4日、日本テレビ）
- 櫻井有吉アブナイ夜会（2014年4月17日、TBS）
- 極上空間（2014年11月8日、BS朝日）
- ライオンのごきげんよう（2014年12月8日、フジテレビ）
- 開運!なんでも鑑定団（2014年12月30日、2016年9月27日、テレビ東京）
- モノクラ〜ベ（2015年3月1日、BSスカパー!）
- 有吉反省会（2015年8月15日、日本テレビ）
- ダウンタウンのガキの使いやあらへんで!（2015年12月31日、2016年1月4日、日本テレビ）
- クイズ!脳ベルSHOW（2016年6月、2020年2月、BSフジ）
- 徹子の部屋（2016年9月14日、テレビ朝日）
- アウト×デラックス（2016年9月22日、フジテレビ）
- ゴルフ交遊抄（2017年3月26日、4月2日、BSジャパン）
- ネプリーグ（2017年5月8日、フジテレビ）
- 美の王国 モロッコ（2017年、BS-TBS）ナレーション
- 世界の村で発見!こんなところに日本人（2018年3月13日、朝日放送）
- ごごナマ（2019年1月22日 、NHK総合）
- 有吉ゼミ（2020年2月10日、日本テレビ）
- ヒルナンデス!（2020年3月17日、日本テレビ）
- 林修の今、知りたいでしょ! 2時間SP（2022年12月1日、テレビ朝日）

### ラジオ
- 夏樹陽子 ボンジュール！ボンソワール！（2017年7月 - 12月、ラジオ日本）

### インターネット動画
- つか金フライデーDOUGA　フジテレビ無料動画サイト - 見参楽（みさんが！）（2011年7月29日 - 10月27日　配信）

### ゲーム
- 相棒（ニンテンドーDS） - 若松佳子

### CM
- ブローネ（花王石鹸、1979年）

### 吹き替え
- シャネル&ストラヴィンスキー - ココ・シャネル（アナ・ムグラリス）

## 音楽

### シングル
- 風のめりけん桟橋／びいどろ草子 作詞：杉紀彦/作曲：宇崎竜童/編曲：小六禮次郎
- 遠い朝の詩／女のお伽噺 作詞：藤田まさと/作曲：市川昭介/編曲：小杉仁三
- 熱いささやき／ミッド・ナイト・コール 作詞：杉紀彦/作曲：坂田晃一/編曲：若草恵
- よこはまメランコリー 作詞：杉紀彦/作曲：和田静男（ダウン・タウン・ブギウギ・バンド）/編曲：小六禮二郎／おぼろ橋から 作詞：杉紀彦/作曲：荒木とよひさ/編曲：小六禮二郎
- 片恋草子 作詞・作曲：新庄一/補作：とべあきよ/編曲：石田勝範／あなたのにおい 作詞：平野洋一/作曲：新庄一/編曲：石田勝範　※夏樹陽子&ザ・ファーストとして
- ごめんネYuji（深谷次郎とのデュエット）作詞：星野哲郎/作曲：美樹克彦/編曲：桜庭伸幸／けだるい女 作詞：荒木とよひさ/作曲：三木たかし/編曲：芳野藤丸（2000年）映画『平成金融道マルヒの女』主題歌、挿入歌
- 咲きましょう、咲かせましょう／アメージンググレイス（2013年）

### アルバム
- よこはま情炎ものがたり（1979年）
- JEWEL ACTRESS（2014年）洋邦ポピュラーソングのカバー

## 著書
- 女は人生、楽しまなくっちゃ（1996年6月）
- 夏樹陽子のきれいになるヒ・ミ・ツ（1997年7月）
- 夏樹陽子キレイの秘密（2014年6月）
- 夏樹メソッド 女優人生38年同じ体型をキープ! （2014年10月）

## 写真集
- XX BIZARRE（1995年2月20日、発行：ぶんか社）
- ANOTHER XX EXOTICA（1996年6月15日、発行：ぶんか社）

## 受賞
- エランドール新人賞（1978年）